# Az orr
Az orr (oroszul: Нос) Nyikolaj Vasziljevics Gogol 1836-ban megjelent novellája, mely a groteszk irónia segítségével a korabeli orosz társadalom kritikája, az orosz kisember ambícióinak megtestesítője. A korabeli orosz társadalom ürességét, a hivatalnoki rendszer abszurditását hivatott kifejezni azzal, hogy egy teljesen realisztikus környezetben abszurd, meghökkentő eseményeket tárgyal.
Magyarul először az Officina Kiadónál jelent meg a mű (1943), majd a Három novella című kötetben, Dévényi Miklós fordításában (1947), ezt követte Makai Imre 1948-as fordítása Az arckép című kötetben.

## Szereplők és történet
Szereplők:
- Ivan Jakovlevics, borbély
- Praszkovja Oszipovna, Ivan Jakovlevics felesége
- Platon Kuzmics Kovaljov, törvényszéki ülnök
- Csehtarjova, államtanácsosné
- Jarizskin, szenátusi irodafőnök
- Pelageja Grigorjevna Podtocsina, törzstisztné
- Ivan, Kovaljov inasa
- Filipp Ivanovics Potáncsikov, tisztviselő
- Junker, üzlettulajdonos

Helyszín: Szentpétervár
Ivan Jakovlevics borbély egyik reggel arra ébred, hogy a reggelire felszolgált cipóban egyik kuncsaftja, Platon Kuzmics Kovaljov orrát találja. Megpróbál megszabadulni tőle, és a folyóba dobja, ám a rendőrfőnök meglátja és behívatja. Kovaljov reggel arra ébred, hogy orra helyén egy lapos folt éktelenkedik. A hivatalnok elindul, hogy megkeresse orrát, amikor is egy kocsiból díszesen öltözve kiszállt a saját orra, és Kovaljov hiába szólította meg, az orr ügyet sem vetett rá. Ezután Kovaljov hirdetést próbál meg feladni az orra részére, de a hírlapigazgató ezt nem engedélyezi. A tisztviselő kétségbeesetten a rendőrfőnökhöz fordul, ám az nem hajlandó fogadni, így reményvesztetten hazatér, ahol később felkeresi egy fiatal rendőr, aki visszaszolgáltatja az orrát. Kovaljov a helyi orvoshoz fordul segítségért, ám az nem hajlandó visszavarrni a testrészt. Egyik reggel aztán Kovaljov újra arra ébred, hogy orra a helyén van.

## Értelmezés
A külön életre kelő orr a kishivatalnok reménytelen álmait váltja valóra: államtanácsossá válik. Az abszurd helyzetet a város lakói, illetve a történetben szereplő hivatalnokok teljesen normálisként kezelik, úgy veszik fel Kovaljov panaszát, mintha nem a levágott orrát, hanem például egy elvesztett pénztárcát keresne, ezzel fokozva a történet abszurditását, megmutatva a korabeli orosz társadalom közönyösségét, a bürokrácia lélektelenségét, ürességét, céljainak értelmetlenségét. Ezen felül megmutatja azt is, hogy ha a kisember elveszíti az álmait, illúzióit (amit itt az orr testesít meg), akkor léte értelmetlenné, céltalanná válik.

## Adaptáció
A mű alapján Sosztakovics megírta első (egyfelvonásos) operáját: Az orr, Op. 15, (1928)

## Magyar fordításai
- Gogoly Nyikoláj: Az orr; Hungária Ny., Bp., 1943 (Kitűnő regénytár)
- Gogolj: Három novella / Az orr / A kabát / A két szomszéd Iván; ford. Dévényi Miklós; Officina, Bp., 1947 (Officina könyvtár)
- Az arckép. Elbeszélések; ford. Makai Imre; Szikra, Bp., 1948
- Az orr. Elbeszélések; ford. Makai Imre; Új Magyar Kiadó, Bp., 1955 (Olcsó könyvtár)
- Attikai sóval-borssal. Két klasszikus komédia / Arisztophanész: Lüszisztraté; ford. Devecseri Gábor, színpadra alkalmazta, utószó Bicskei Gábor / Gogol: Az orr. Groteszk játék; ford. Balogh Géza, rendezői utasítások Juraj Bindzár; NPI, Bp., 1978 (Színjátszók kiskönyvtára)
- Az orr; újrameséli Andrea Camilleri, ill. Maja Celija; Kolibri, Bp., 2014 (Meséld újra!)